# Ghermănești (okręg Ilfov)
Ghermănești – wieś w Rumunii, w okręgu Ilfov, w gminie Snagov. W 2011 roku liczyła 2560 mieszkańców.